# Aleksandr Erminingel'dovič Arbuzov
Aleksandr Erminingel'dovič Arbuzov (in russo Александр Ерминингельдович Арбузов?; Kazan', 12 ottobre 1877 – 22 gennaio 1968) è stato un chimico russo.
Insegnante a Kazan' dal 1911, è noto per preziose ricerche di chimica organica e in particolare per aver scoperto la reazione di Michaelis-Arbuzov.
Fu il padre del chimico Boris Aleksandrovič Arbuzov.